# João Borges Junior
João Hildebrando Borges Junior (Florianópolis, 12 de dezembro de 1979) é um remador brasileiro. 
Integrou a delegação nacional que disputou os Jogos Pan-Americanos de 2011 em Guadalajara, no México. João Borges Junior, em dupla com Alexis Mestre, ficou com a medalha de prata na categoria dois sem nesta edição dos Jogos Pan-Americanos, com o tempo de 6min48s74, enquanto que os norte-americanos ficaram com a medalha de ouro com o tempo de 6min47s07.